# Marc Herremans
Marc Herremans (* 19. Dezember 1973 in Merksem) ist ein ehemaliger belgischer Triathlet.

## Werdegang
Marc Herremans wurde in den Jahren 1998 und 1999 Belgischer Triathlon-Meister auf der olympischen Distanz (1,5 km Schwimmen, 40 km Radfahren und 10 km Laufen) und 2001 bei der Ironman-Weltmeisterschaft auf Hawaii erreichte er den sechsten Platz.

### Unfall 2002
2002 hatte er einen schweren Unfall beim Radtraining auf Lanzarote und ist seither querschnittgelähmt.
Er startete in der Folge dennoch wiederholt erfolgreich im Triathlon auf der Ironman-Distanz – allein mit seiner Armkraft in der Klasse „Handfahrrad“. Er wurde von Paul Van Den Bosch aus Antwerpen trainiert und ehrgeizig verfolgte er sein Ziel, Ironman-Weltmeister zu werden – was ihm schließlich 2006 auch gelang.
Nach ihm benannt wurden die „Marc Herremans Classics“ in Antwerpen, bis dieser Triathlon-Wettkampf 2006 als Ironman 70.3 lizenziert wurde (1,9 km Schwimmen, 90 km Radfahren und 21,1 km Laufen).
Marc Herremans hält heute auch Motivationsvorträge.

## Sportliche Erfolge
| Datum/Jahr    | Rang | Wettbewerb                                          | Austragungsort | Zeit     | Bemerkung                                             |
| ------------- | ---- | --------------------------------------------------- | -------------- | -------- | ----------------------------------------------------- |
| 2008          |      | Ironman Hawaii                                      | Hawaii         | 11:46    | 2. Rang in seiner Klasse                              |
| 2006          |      | Ironman Hawaii                                      | Hawaii         | 10:53    | Weltmeister in seiner Klasse                          |
| 2005          |      | Ironman Hawaii                                      | Hawaii         | 10:57    | 2. Rang in seiner Klasse                              |
| 2004          |      | Ironman Hawaii                                      | Hawaii         | 13:48    | 3. Rang in seiner Klasse                              |
| 2003          |      | Ironman Hawaii                                      | Hawaii         | 13:23    | 3. Rang in seiner Klasse                              |
| 2002          | DNF  | Ironman Hawaii                                      | Hawaii         | –        | Rennabbruch nach der Schwimmdistanz wegen Erschöpfung |
| 2001          | 6    | Ironman Hawaii                                      | Hawaii         | 08:51:19 | bester Neueinsteiger                                  |
| 5. Aug. 2001  | 8    | ITU Long Distance Triathlon World Championships     | Fredericia     | 08:34:06 | Weltmeisterschaft auf der Langdistanz                 |
| 8. Apr. 2001  | 4    | Ironman Australia                                   | Port Macquarie |          |                                                       |
| 23. Juli 2000 | 12   | Ironman Austria                                     | Klagenfurt     |          |                                                       |
| 11. Juli 1999 | 8    | ITU Long Distance Triathlon World Championships     | Fredericia     | 05:54:19 | Weltmeisterschaft auf der Langdistanz                 |
| 1999          | 1    | BEL Short Distance Triathlon National Championships | Belgien        |          | Staatsmeister                                         |
| 1998          | 1    | BEL Short Distance Triathlon National Championships | Belgien        |          | Staatsmeister                                         |

(DNF – Did Not Finish)